# Municipio de Turkey Creek (condado de Harlan)
El municipio de Turkey Creek (en inglés: Turkey Creek Township) es un municipio ubicado en el condado de Harlan en el estado estadounidense de Nebraska. En el año 2010 tenía una población de 75 habitantes y una densidad poblacional de 0,81 personas por km².

## Geografía
El municipio de Turkey Creek se encuentra ubicado en las coordenadas 40°12′59″N 99°14′23″O / 40.21639, -99.23972. Según la Oficina del Censo de los Estados Unidos, el municipio tiene una superficie total de 93.13 km², de la cual 93,08 km² corresponden a tierra firme y (0,06 %) 0,05 km² es agua.

## Demografía
Según el censo de 2010, había 75 personas residiendo en el municipio de Turkey Creek. La densidad de población era de 0,81 hab./km². De los 75 habitantes, el municipio de Turkey Creek estaba compuesto por el 98,67 % blancos y el 1,33 % eran de una mezcla de razas. Del total de la población el 0 % eran hispanos o latinos de cualquier raza.